# Arthur Melbourne-Cooper
Arthur Melbourne-Cooper (* 15. April 1874 in St Albans, England; † 28. November 1961 in Barnet, London) war ein englischer Filmproduzent, der die Anfänge des Films als Assistent von Birt Acres miterlebte und in den Jahren 1895 bis 1915 folgende Pionierleistungen vollbrachte:
- Animationsfilme ab 1899
- Großaufnahme als Zwischenschnitt, 1900
- Parallelhandlung, 1904
- Fahraufnahmen, 1904
- Bau von Kinos mit abfallendem Fußboden, teureren hinteren Plätzen, uniformierten Angestellten und isolierten Kabinen, 1908 und 1909

Diese Beiträge sind aber unter Filmhistorikern umstritten, so werden heute viele der vermeintlich von Melbourne-Cooper produzierten Filme anderen britischen Filmpionieren zugeschrieben.

## Leben
Arthur wurde in St Albans als Sohn des dort ansässigen Fotografen Thomas M. Cooper geboren, der ihn von klein auf in seinem Beruf unterrichtete. Mit 18 Jahren war Arthur ausgebildeter Fotograf. Er bewarb sich um eine Anstellung bei Birt Acres. Acres hatte sich auf Fotoemulsionen spezialisiert. 1892 wurde er Leiter bei Elliott & Sons, Hersteller von Fotoplatten in Barnet. Acres experimentierte mit der Bewegung von Wolken und Wellen in der Projektion, wobei er mehrere Platten in Reihe verwandte. Dieserart konnte er die Hilfe des jungen Cooper gebrauchen. Am 1. Januar 1894 assistierte Cooper Acres bei einer Reise zur Aufnahme des Manchester-Schiffkanals auf 70-mm-Film. Diese Filmbreite wurde von Eastman-Kodak bei ihren Schnappschusskameras eingeführt. Acres klebte drei, vier solcher Rollfilme aneinander und belichtete den Streifen in seiner ersten Kamera. Später im selben Jahre filmten sie die Henley Regatta mit derselben Kamera. Ein Abschnitt dieses Films wird im Archiv des Museum of Modern Art in New York aufbewahrt.

## Kinetoscope
Im selben Jahr erschienen die ersten Kinetoskope. Der deutsche Schokoladenfabrikant Ludwig Stollwerck, der große Anteile an Münzenautomaten in mehreren Ländern besaß, bat Acres, ihn regelmäßig mit Filmen für seine Kinetoskope zu versorgen, welche er von Edisons Vertretern erworben hatte. Acres ließ sich 1895 eine Kamera für 35-mm-Film patentieren, das Kineopticon. Beim Bau dieses Apparates half ihm ein junger Mechanikingenieur, Robert William Paul. Im März 1895 filmte Acres Wellen am Pier von Dover, auch Rough Sea at Dover, später das Epsom Derby und den Oxford and Cambridge Boat Race.
Im Juni 1895 reiste Acres nach Deutschland zur Unterzeichnung eines Vertrages mit Stollwerck und zur Aufnahme der Eröffnung des Kieler Kanals und von Kaiser Wilhelm bei der Besichtigung seiner Truppe. Acres war der erste Auslandsfilmberichterstatter. Seine Bilder wurden bald aufgeführt, nicht nur in England und Deutschland, sondern auch in Dänemark und in den Vereinigten Staaten, wohin er auch seine Kameras und Projektoren verkaufte. Während der nächsten zwei Jahre war Cooper Kameramann für viele kurze Filme, die zur Auswertung in den Kinetoskopen hergestellt worden sind, wie etwa Arrest of a Pickpocket und Spilt Milk, bei dem ein Landarbeiter ein ergebnisloses Liebesspiel mit einer melkenden Magd hat.

## Erste britische Schau
Am 14. Januar 1896 assistierte Cooper Acres bei der ersten öffentlichen Filmaufführung in England in der Königinnenhalle in London vor Mitgliedern, Gattinnen und Freunden der Royal Photographic Society. Fünf Wochen darauf, am 20. Februar, wurde der Lumière´sche Cinématographe am London Polytechnic gezeigt, zwei Wochen später im Empire Theatre am Leicester Square. Vom 25. März an über die folgenden zwei Jahre zeigte Paul Filme im Alhambra Theatre zu London.

## Animation
1897 machte Melbourne-Cooper einen Trickfilm mit dem Titel Bird´s Custard Powder, in dem das aktuelle Bird´s-Plakat lebendig wurde. Ein alter Mann trägt einen Karton Eier die Treppe hinunter, stolpert und zerschlägt sie. Doch – keine Sorge!, er nimmt Birds Vanillepulver. Cooper machte auch einen Werbefilm für Keen´s Mustard mit der bei Blackpool untergehenden Sonne, die wieder aufgeht.
1899 machte Cooper den ältesten überlebenden Einzelbild-Werbefilm, für Bryant and May, Matches Appeal oder auch Matches: An Appeal. Mit diesem Animationsstreifen war Britannien sechs bis sieben Jahre vor den Animations-Pionieren in Frankreich und den U. S. A.
Als Not am Mann war, half Cooper Acres, der die Northern Photographic Works zur Fabrikation von Normalfilm gründete. In seiner Freizeit filmte Cooper viele kurze Komödien, Aktualitäten, Sportanlässe und Reiseberichte. Er verkaufte sie an Paul, Charles Urbans Warwick Trading Company, James Williamson, William Jury, The Walturdaw Company und viele andere.

## Filmografie
- Geschichte der Arche Noah (Tale of the Ark)